# Heidenheim (huyện)
Heidenheim là một huyện (Landkreis) nằm ở phía đông Baden-Württemberg, Đức. Đô thị này có diện tích 627,12 km², dân số thời điểm 31 tháng 12 năm 2013 là 127.947 người. Các huyện giáp ranh (từ phía bắc theo chiều kim đồng hồ): Ostalbkreis, Dillingen, Günzburg, Alb-Donau và Göppingen.

## Lịch sử
Huyện này có lịch sử từ Oberamt Heidenheim, một đơn vị được lập đầu thế kỷ 19. Năm 1808, đơn vị này được mở rộng bằng cách sáp nhập với Oberamt Giengen., đơn vị này đã được chuyển thành huyện vào năm 1934/38, và mở rộng địa giới từ các đô thị của Oberamt Neresheim và Oberamt Ulm.

## Địa lý
Huyện tọa lạc ở cao nguyên dãy núi Swabian Alb (Schwäbische Alb).

## Huy hiệu
| Coat of arms | Huy hiệu có các màu sắc của các lãnh chúa Hellenstein. Các lâu đài đại diện cho nhiều lâu đài trong huyện này. |

## Xã và thị trấn
| Thị trấn                                                                                 | Xã |
| ---------------------------------------------------------------------------------------- | --- |
| 1. Giengen an der Brenz 2. Heidenheim an der Brenz 3. Herbrechtingen 4. Niederstotzingen | 1. Dischingen 2. Gerstetten 3. Hermaringen 4. Königsbronn 5. Nattheim 6. Sontheim an der Brenz 7. Steinheim am Albuch |

### Các làng và thành phố cũ
| làng cũ                                   | làng ngày nay           | dân số (6/6/1961) |
| ----------------------------------------- | ----------------------- | ----------------- |
| Auernheim                                 | Nattheim                | 594               |
| Ballmertshofen                            | Dischingen              | 431               |
| Bergenweiler                              | Sontheim an der Brenz   | 275               |
| Bissingen ob Lontal                       | Herbrechtingen          | 465               |
| Bolheim                                   | Herbrechtingen          | 2.896             |
| Brenz                                     | Sontheim an der Brenz   | 1.174             |
| Burgberg                                  | Giengen an der Brenz    | 1.805             |
| Demmingen                                 | Dischingen              | 501               |
| Dettingen am Albuch                       | Gerstetten              | 1.411             |
| Dischingen                                | Dischingen              | 1.423             |
| Dunstelkingen                             | Dischingen              | 431               |
| Eglingen                                  | Dischingen              | 635               |
| Fleinheim                                 | Nattheim                | 374               |
| Frickingen                                | Dischingen              | 479               |
| Gerstetten                                | Gerstetten              | 4.655             |
| Giengen an der Brenz, Stadt               | Giengen an der Brenz    | 10.825            |
| Großkuchen                                | Heidenheim an der Brenz | 961               |
| Gussenstadt                               | Gerstetten              | 1.173             |
| Hausen ob Lontal                          | Herbrechtingen          | 165               |
| Heidenheim an der Brenz, Große Kreisstadt | Heidenheim an der Brenz | 48.792            |
| Heldenfingen                              | Gerstetten              | 970               |
| Herbrechtingen                            | Herbrechtingen          | 6.454             |
| Hermaringen                               | Hermaringen             | 1.940             |
| Heuchlingen                               | Gerstetten              | 759               |
| Hohenmemmingen                            | Giengen an der Brenz    | 1.209             |
| Hürben                                    | Giengen an der Brenz    | 907               |
| Itzelberg                                 | Königsbronn             | 606               |
| Königsbronn                               | Königsbronn             | 4.258             |
| Nattheim                                  | Nattheim                | 2.346             |
| Niederstotzingen, Stadt                   | Niederstotzingen        | 2.138             |
| Oberstotzingen                            | Niederstotzingen        | 842               |
| Ochsenberg                                | Königsbronn             | 451               |
| Oggenhausen                               | Heidenheim an der Brenz | 918               |
| Sachsenhausen                             | Giengen an der Brenz    | 232               |
| Söhnstetten                               | Steinheim am Albuch     | 1.369             |
| Sontheim an der Brenz                     | Sontheim an der Brenz   | 2.964             |
| Steinheim am Albuch                       | Steinheim am Albuch     | 4.358             |
| Stetten ob Lontal                         | Niederstotzingen        | 427               |
| Trugenhofen                               | Dischingen              | 320               |
| Zang                                      | Königsbronn             | 520               |